# Tutorial (computerspelterm)
Een tutorial (Engels voor instructie) is een onderdeel van een computerspel waarbij de speler uitleg krijgt over de spelregels, gameplay en besturing.
Sommige tutorials zijn ingebouwd in het spel, maar het kan ook een losstaand onderdeel zijn en geheel optioneel. Bepaalde computerspellen vereisen het uitleggen en aanleren van de spelbesturing, bij andere spellen kan het onderdeel worden overgeslagen.
Tutorials zijn terug te vinden in steeds meer computerspellen vanwege de afname van een gedrukte handleiding waarin de besturing wordt uitgelegd. Ook lopen de meningen uiteen over tutorials; sommige spelers willen eerst uitleg krijgen alvorens te starten, andere spelers willen liever direct starten met het spel. Belangrijk voor een goede tutorial is dat deze kan worden overgeslagen, niet te langdradig is en de speler niet wordt overspoeld met informatie.
Er zijn ook spellen bekend waarin de speler tijdens het spel uitleg krijgt van een personage, infovak, videofragment of achtergrondstem.